# Lijst van begraafplaatsen in Boedapest
Dit is een lijst van begraafplaatsen in Boedapest.

## Begraafplaatsen

### Christelijke begraafplaatsen
| Begraafplaats        | Oppervlakte (km²) | Districten van Boedapest | Opgericht |
| -------------------- | ----------------- | ------------------------ | --------- |
| Angeli utcai temető  |                   | XXII                     |           |
| Budafoki temető      |                   | XXII                     | 1804      |
| Cinkotai temető      | 0,08              | XVI                      | 1924      |
| Csepeli temető       | 0,12              | XXI                      | 1918      |
| Csillaghegyi temető  |                   | III                      |           |
| Erzsébeti temető     |                   | XX                       |           |
| Farkasréti temető    | 0,72              | XII                      | 1894      |
| Kerepesi, Fiumei út  | 0,56              | VIII                     | 1849      |
| Kispesti öreg temető |                   | XIX                      | 1872      |
| Kispesti új temető   |                   | XIX                      |           |
| Lőrinci temető       | 0,19              | XVIII                    | 1960      |
| Megyeri temető       | 0,27              | IV                       | 1921      |
| Óbudai temető        | 0,25              | III                      | 1910      |
| Rákospalotai temető  |                   | XV                       | 1904      |
| Szent Gellért temető |                   | XI                       |           |
| Új temető            | 2,07              | X                        |           |

### Joodse begraafplaatsen
Er zijn drie joodse begraafplaatsen in Boedapest:
- Csörsz utcai temető. Dit is een orthodox joods kerkhof in de Csörsz straat. Tot 1961 was het in gebruik.
- Kozma utcai temető[1]

De begraafplaats in de Kozmastraat is de grootste joodse begraafplaats in Hongarije. Op de plaats bevindt zich een gedenkteken voor de 600.000 joodse slachtoffers van de Holocaust. Het gedenkteken is beroemd als "art-nouveau-memorial".
| Begraafplaats                   | Oppervlakte | Districten van Boedapest | Opgericht |
| ------------------------------- | ----------- | ------------------------ | --------- |
| Gránátos utcai izraelita temető |             | VIII                     |           |
| Kispesti izraelita temető       |             | XIX                      |           |
| Kozma utcai izraelita temető    |             | X                        |           |

## Weblinks
- www.btirt.hu - Budapester Bestattungsinstitut
- Jewish Cemeteries in Budapest